# Always (marque)
Pour les articles homonymes, voir Always.

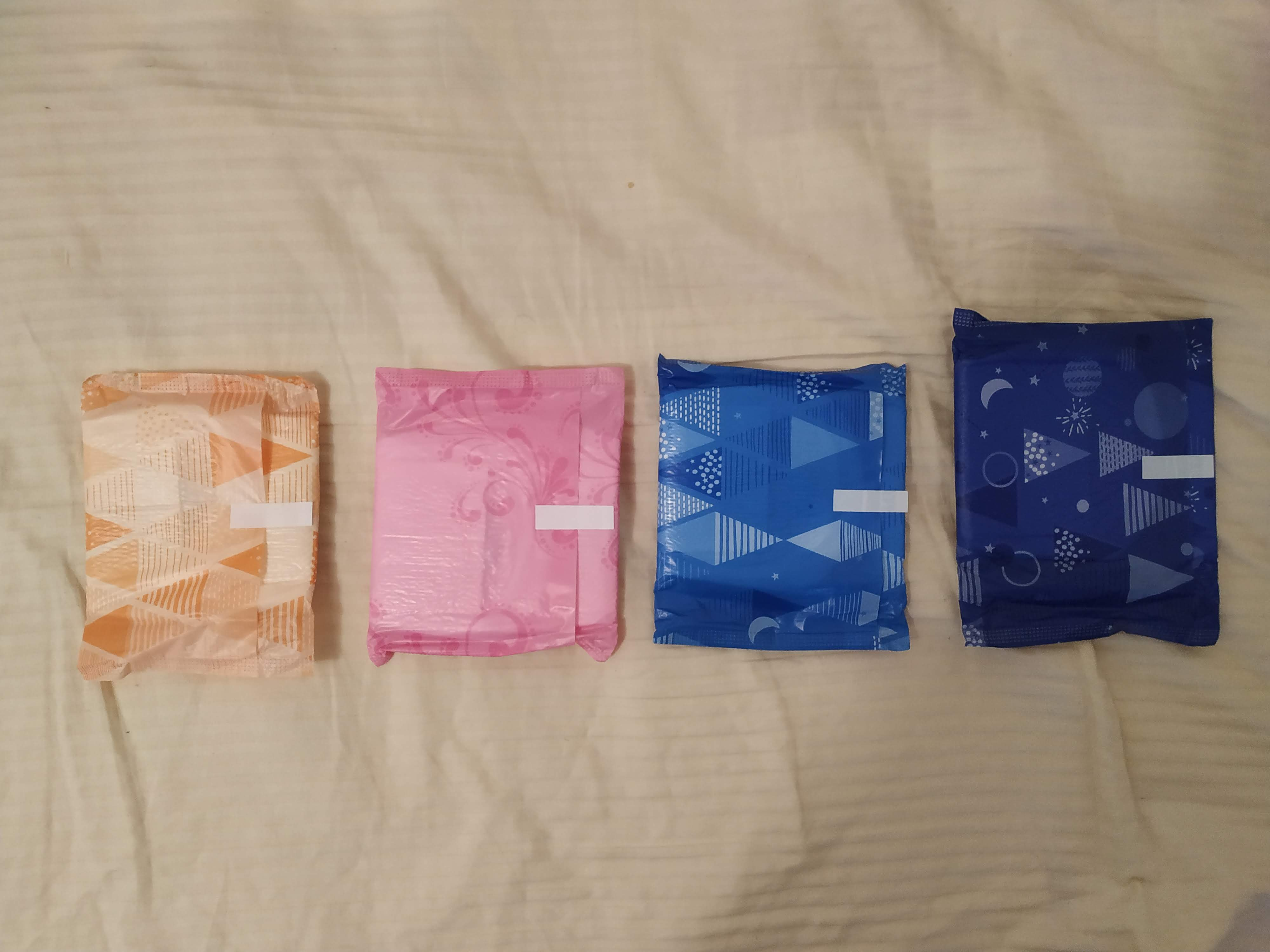

Always est une marque de produits d'hygiène féminine appartenant à Procter & Gamble, créée en 1983. La gamme comprend notamment des serviettes hygiéniques et des tampons hygiéniques. Son créateur est inconnu. La marque supprime, en 2019, les symboles féminins sur ses emballages afin de se montrer plus inclusive à l'égard des hommes transgenres et des personnes non binaires.